# Loch Moraig
Loch Moraig är en sjö i Storbritannien.   Den ligger i kommunen Perth and Kinross och riksdelen Skottland, i den norra delen av landet, 600 km norr om huvudstaden London. Loch Moraig ligger 387 meter över havet.Trakten runt Loch Moraig består i huvudsak av gräsmarker.